# Rayet
Rayet (okzitanisch Lo Raiet) ist eine französische Gemeinde mit 174 Einwohnern (Stand: 1. Januar 2022) im Département Lot-et-Garonne in der Region Nouvelle-Aquitaine (bis 2015 Aquitanien). Sie gehört zum Arrondissement Villeneuve-sur-Lot und zum 2012 gegründeten Kommunalverband Les Bastides en Haut Agenais Périgord. 

## Geografie
Rayet liegt etwa 33 Kilometer nordnordöstlich von Villeneuve-sur-Lot.
Nachbargemeinden von Rayet sind Beaumontois en Périgord im Norden und Nordwesten, Rampieux im Norden und Nordosten, Tourliac im Osten, Parranquet im Osten und Südosten, Saint-Martin-de-Villeréal im Südosten, Villeréal im Süden und Südosten sowie Rives im Westen.

## Geschichte
Rayet wurde als Bastide gegründet.

### Bevölkerungsentwicklung
| Jahr                      | 1962 | 1968 | 1975 | 1982 | 1990 | 1999 | 2006 | 2018 |
| Einwohner                 | 164  | 134  | 127  | 145  | 149  | 155  | 159  | 180  |
| Quelle: Cassini und INSEE |      |      |      |      |      |      |      |      |

## Sehenswürdigkeiten
- Kirche Saint-Laurent
- Kirche Notre-Dame im Ortsteil Monseyrou

## Belege
1. ↑  Rayet auf cassini.ehess.fr
2. ↑  Rayet auf insee.fr